# Wolfgang Panofsky
Wolfgang Kurt Hermann (Pief) Panofsky (Berlijn, 24 april 1919 – Los Altos, 24 september 2007) was een Duits-Amerikaans fysicus. 

## Biografie
Panofsky was de zoon van de Duitse kunsthistoricus Erwin Panofsky. Omdat hij joods was, vluchtte het gezin Pais in 1934 uit nazi-Duitsland. Hij haalde in 1938 zijn bachelor aan de Universiteit van Princeton en zijn PhD aan Caltech in 1942. Rond dezelfde tijd liet Panofsky zich naturaliseren tot Amerikaans staatsburger en nam hij deel in het Manhattanproject aan de bouw van de atoombom. 

## Functies
Van 1945 tot 1951 was Panofsky eerst assistent- en vervolgens volledig hoogleraar aan de Universiteit van Californië - Berkeley, waarna hij zichzelf definitief als hoogleraar natuurkunde aan de Stanford-universiteit verbond. Tussen 1961 en 1984 was Panofsky directeur van de Stanford Linear Accelerator Center (SLAC) voor onderzoek naar elementaire deeltjes, waarna hij directeur emeritus werd. Hij was ook lid van de Raad van Bestuur van de Arms Control Association van 1996 tot 1999 en bleef directeur emeritus daarvan tot aan zijn dood. 
Panofsky was tevens lid van de Raad van Sponsoren van Bulletin of the Atomic Scientists.

## Erkenningen
In 1996 won Panofsky de Matteucci Medal voor zijn bijdragen aan de fysica. Panofsky ontving verder de:
- 1961 - Ernest Orlando Lawrence Award
- 1969 - National Medal of Science
- 1970 - Franklin Medal
- 1978 - Enrico Fermi-prijs
- Leo Szilard Award

Panofsky kreeg van de leden van SLAC de bijnaam 'Pief'. Hij overleed op zijn 88e aan een hartaanval.